# 香港語文

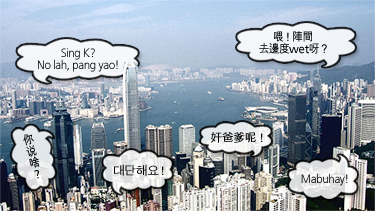
香港各種語文

香港語文是指在香港常見的語言和文字，目前香港法定語文是中文和英文，雙方享有同等地位，而香港政府所提倡的語文政策是「兩文三語」，兩文指中文和英文；三語指粵語、英語和普通話。
粵語是香港最主要的語言。2011年，香港人口有89.5%以「廣州話」為慣用語言，其次為「其他中國方言」（4%）、英語（3.5%）、普通話（1.4%）。

## 法定語文

香港特區政府網站，提供繁體中文、簡體中文及英文版本

根據《香港基本法》第9條和《法定語文條例》第5章第3條第1節，中文和英文都是香港的法定語文。絕大部分政府公文、街道指示牌等都是中英並用。現時香港政府內部的語文政策由公務員事務局法定語文事務部統籌；律政司設有雙語法制委員會，向政府提供法律雙語化的意見；教育局轄下的語文教育及研究常務委員會（語常會）則就語文教育政策提供意見。
香港政府推行「兩文三語」政策，即以中文、英文為書寫文字，粵語、英語和普通話為口語；例如於立法會會議或政府新聞發佈會等官方場合，都會提供以上三種語言的即時翻釋。2002年10月29日，時任香港終審法院首席法官李國能就通過司法機構表明在法庭審訊過程中，「可以口講英文和中文，中文包括广东話、普通話等。」政府公文或網頁除慣用的繁體中文外，亦常另備簡體中文。「兩文三語」政策。虽然法律裏的「中文」並無明確指定哪一種口語，法律裏的「中文」也沒有明確指定哪一種字體（繁体中文或簡體中文）。由于粵語是香港最主要最常用的語言，香港人超过9成以粤语为常用语言，所以自然地普遍场合都以说粤语为主。同样地，繁体中文一直以来都是香港所常用的中文字體，因此自然地普遍场合都以繁体中文为主。
香港自成為英國殖民地之後，大部份政府文書都以英文為主，英文亦長期是唯一法定語文，中文沒有憲制地位。但中文在英治香港社会广泛应用。香港教育界及大專學生從1970年起開始爭取香港人最常用的中文成為法定語文。香港政府於是在1971年成立公事上使用中文問題研究委員會，並最終給予中文與英文同等的法定地位。
1974年，政府正式修改《法定語文條例》，中文獲立為法定語文。1987年起则進一步規定所有法例都必須以中英文制定和頒布。1990年《基本法》頒布，確認香港交接後，維持中英文均為法定語文。1995年至1997年，政府再度就司法程序上可使用的語文進行法例修訂。
立法机关首次以中文（粤语）发言，始于1972年10月18日立法局会议，由锺士元在会上发言开创先例。在此之前，立法局于同年10月3日通过了《立法局会议常规》修订案，并在同声传译人员及设备就绪后，正式容许中文作为会议语言之一。1996年7月开始，立法局主席黃宏發开始以粤语主持会议。
香港法庭首次以中文（粵語）進行審訊，是在1995年12月4日。一名90歲婦人入稟香港高等法院控告其3名子女侵吞財產，案件涉及大量中文文件，加上原訟人、與訟人皆不諳英文，當時的外籍主審法官認為以中文審訊更為適合。

### 其它語文
除了「兩文三語」外，香港社會上還可找到各種各樣的語言和文字。這些語文可能是香港少數族裔的慣用語言，亦可能是該國對香港文化產生了一定影響。根據2001年的人口普查數據香港最大的少數族裔是菲律宾人（約14萬2000人），其次是印度尼西亚人（約5萬人）、英国人（約19,000人）、印度人（約18,000人）、泰国人和日本人（均約14,000人）、尼泊爾人（約12,000人）及巴基斯坦人（約11,000人）。由此推測，香港非華裔人日常使用的非法定語文，主要有他加祿文、印尼文、印地文、泰文、日文、尼泊爾文、烏爾都文等。
也有不少香港人學習中、英以外的第三種語言，其中較為受歡迎的有日語、韓語等。市面上不難找到這些語文的蹤跡，而其影響力遠超過其母語者在香港所佔的比例。
2006年9月，香港考試及評核局宣布在2012年起執行的香港中學文憑考試，將加入六種外語考試，包括日文、法文、德文、西班牙文、印地文及烏爾都文，非以中文作母語的考生可以用其中一種取代中文科作為報考大學的資格。日文及西班牙文是新加入的兩種語言。
根據2008年的綜合住戶統計調查數據，92,200人有不同程度的聽覺困難，其中8,600人已完全失聰，他們溝通時會使用香港手語。有慈善機構龍耳推廣「兩文四語」，兩文為中文和英文，四語為粵語、英語、普通話和香港手語，為聽覺有困難人士提供無障礙的社會。

## 文字使用情況
香港最普遍使用的漢字書體是繁體中文。在正式書寫的場合，香港使用的中文書面語多以官話白話文的語法和詞彙為標準，但年輕一代書寫中文時，如內容非用於學術、求職、公事報告等嚴肅場合，普遍習慣以廣州話口語方式書寫，或引述廣州話對話。市面上也不難看見廣州話口語方式的書寫中文或香港特有詞彙，這在以年輕讀者為主要對象的刊物尤其常見，粵文書寫不但蔚然成風，也獲文藝界接納和開拓，同時也見諸社交媒体的表現上。
1949年中國大陸政權易手之後，大量知識分子湧入香港，當中包括唐君毅、錢穆、詩人余光中等學者，均曾於香港旅居及教學，加上香港和台灣學術界同樣上承五四以來之學統，一直保持相當程度交往，所以直至1997年之前香港中文文化界及教育界均受到台灣頗大影響，在中文教育方面亦有不少東西承襲自台灣。例如規範香港小學課本中文字形的常用字字形表，即是由台灣的常用國字標準字體表增刪而成。
由於中國大陆推行簡化字的時候，香港還是英國的殖民地，不受中國大陆影響，和台灣一樣沿用繁體字。隨着香港與中國大陸的交流增多，一些簡體字、俗體字及源自中國民間的用語也傳至香港，少部分香港人書寫時會在大量繁體中文下夾雜少量常用的簡體字、俗體字。部分學校容許學生在使用中文作答的功課及考試中，使用簡體字作答。考評局也容許學生在公開考試中，使用合乎中国國家規範（即由國家語言文字工作委員會在1986年所頒佈的《簡化字總表》）的簡化字。在一些遊客區，市面上也間中會看見為大陆旅客而製作的簡體字標語和指示牌，然而，若僅有簡體字版本而沒有同時提供繁體字版本，有關店舖、公司或機構也會惹來爭議，不少香港人會感到本土語文文化不被尊重。
至於電腦操作方面，香港早期使用的繁體中文電腦系統都是來自台灣，因此香港的電腦多數以大五碼作為內碼。然而來自台灣的大五碼在香港使用時卻遇上問題，例如早期的大五碼沒有包括香港地名常用的「邨」、「埗」、「鰂」、「涌」等字，由於香港警察和法庭整理口供時，需要將證人原話忠實完整地紀錄下來，以防止出現歧意而造成法律上證供是否有效之問題，但是大五碼內並不包括一些常用的廣州話用字和香港約定俗成寫法的中文字，也難以完整地記錄廣州話。由於政府內部行政需要，加上電腦業界普遍要求，所以香港政府特別於大五碼和Unicode的造字區定義了一系列常用的香港特殊用字，稱為香港增補字符集，方便政府、公共機構和民間的資訊流通。香港政府也向國際標準化組織（ISO）申請將新版本的增補字符納入ISO 10646的新版本內。

### 香港公函中文
香港政府公函用語，採用官話白話文，但也非完全摒棄文言用語。1997年《政府公文寫作手冊》指「文言言簡意賅，行文時為求簡潔得體，也會酌情使用。如撰寫獎狀、題辭和酬酢書函，或回覆文言來信等，都可因應發文人或受文人的需要，使用淺白文言。」不少粵語用語保留了文言色彩，例如「視乎」、「合乎」、「抑或」、「姑勿論」、「良多」等詞。
陳少棠諷刺，只准用白話結果會令「某月某日 大函敬悉」變成「你的某月某日來信，我已經收到及明白了」。

## 語言使用情況

### 粵語

#### 廣州話

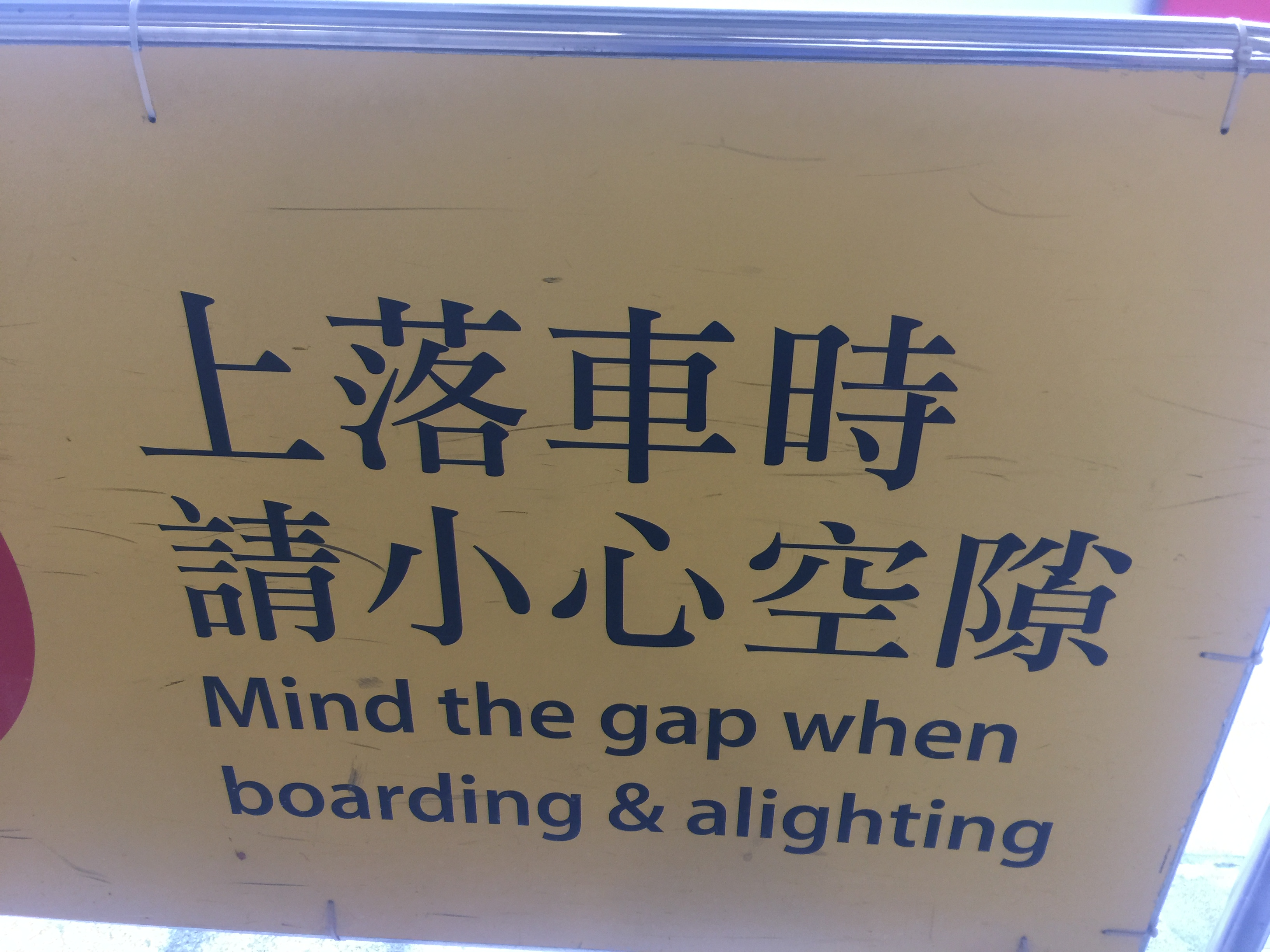
港鐵上使用的粵語提示牌。「上落車」（即「上下車」之義）是典型的粵語。

香港通行的语言是粵語廣州話，學術稱港式粵語或香港話，一般慣稱「廣東話」，是大多數香港人的母語。香港的白話與原廣州話發音一样。从香港开埠至今，粵語就一直是香港市区的主要语言，以廣州話為標準音，亦有不少本土的、移民的粵語方言（如四邑話、圍頭話及蜑家話等）。1950年代起因邊境封鎖而與廣州隔絕，香港廣州話語音逐漸產生了些微變化，如聲母/n/、/l/開始不分、聲母/ng/脫落為零聲母、部分人的/t/和/k/、/n/和/ng/韻尾相混等，社會普遍稱「懶音」。

#### 粵英混用
由於香港是個高度雙語的社會，因此香港地區通用的廣州話，往往揉合了廣州話和英語的語法結構和詞彙，而這種粵英夾雜的廣州話又稱為港式粵語或香港話。以「唓，都唔make sense嘅！」為例，「唓」出自古漢語「嗟」，是粵語嘆詞，難以在普通話找到字詞對應；「唔」相當於書面語「不」，“make sense”是英文「讓人理解、合理」之意，而「嘅」則是粵語語氣助詞，類近於普通話的「的」。整句相當於普通話的「嗤，真難懂啊！」或「哼，這都不合理呀！」
香港廣州話混雜英文詞彙時，可能會為英文詞轉換詞性，因此反映出漢語的詞性沒有如英文般僵化。例如「佢哋好friend」解作「他們很友好」，friend是名詞，港式廣州話卻一般用作形容詞，因此港式英語可能會把該句說成“They are very friend”。英文詞彙更可能會在香港廣東話中得到「新詞義」，如「至yeah」可解作「最流行的」；不過標準英文的“yeah”則解作「對、是的」，沒有「流行」的意思之餘，詞性也變了。
英語詞被借入廣州話後，原本多音節詞經常會衍化為雙音節詞，其中第二個節音多讀作陰上聲，如「kon1 si2」（constitution，規章）、「saek6 kiu1」（security，保安）。亦有少數衍化為單音節詞，如「mon1」（monitor，電腦顯示屏）。另有按粵語慣用法組成新詞，如「laai1記」（library，圖書館）。原本雙音節和單音節的多數保留原型借入，但語音會按粵語音系簡化，如「ba1」（bra，胸罩）。
借入香港廣州話的英語詞可以按粵語語法變形，例如借入「sure」（肯定）變成「su1 aa4」後，可說成「你su1唔su1 aa4？」（你肯定不肯定？）。同樣「OK」亦可用作「你O唔OK？」（你行不行？）。少數英語借詞的用法難以找到完全相對應的純粵語說法。另外，很多時候若英語的使用會使語句簡化，說話者亦會在合適時候轉用英語，例如：「這些點心係準備畀與會客人的」→「呢Ｄ點心係for visitors咖」。
香港廣州話使用者雖然理性上都應該知道哪些詞是來自英語，但語感上多數英語借詞已經徹底融入香港廣州話之中。例如：「我已經講過Ｎ咁多次」（我已經講過Ｎ次了）、「就咁copy *.*（“星點星”）就得啦！」或「就咁copy and paste（複製與貼上）就得啦！」（僅須全盤照抄就成了）。有好一些說法，一般香港廣州話使用者都不會知道應該如何只用純中文說，其中以科技有關詞彙尤甚。例如說「你用個mau1-si2 right-click嚟highlight個mon」，多數人會知道出自英語“mouse”的「mau1-si2」中文是「滑鼠」，然後應該依次會有較少人知道mon是「显示器」、right-click是「右擊」。
| 普通話    | 廣州話 （粵語字）    |
| --------- | -------------------- |
| 是        | 係                   |
| 他        | 渠（媒體常用「佢」） |
| 的        | 嘅                   |
| 這麼/那麼 | 咁/咁鬼              |
| 這樣/那樣 | 噉/噉樣              |
| 哪裡      | 邊度                 |
| 還        | 重（媒體常用「仲」） |
| 不/不是   | 唔/唔係              |
| 為什麼    | 點解                 |
| 給        | 畀（媒體常用「俾」） |
| 這（個）  | 呢（個）             |
| 那（個）  | 嗰（個）             |
| 莫非/難道 | 唔通                 |
| 不用      | 唔使（誤寫「唔駛」） |

#### 圍頭話
香港新界粵系原居民的方言，与深圳平湖等地的围头话同属粤语莞宝片，較接近東莞話，與廣州話亦基本相通。围头人即“本地人”，是最早来到香港的“主人”之一；围头人由于是最早抵港，以及一些习俗的原因，香港原住民中往往以“本地人”来特指围头人。正如其他原居民語言一樣，圍頭話已隨城市化和年輕人流失而快速衰退。周潤發曾於喜劇電影《我愛扭紋柴》內扮演一個圍頭人角色，電影內曾多次出現圍頭話對白。
香港非物質文化遺產委員會已把圍頭話納入首份「非物質世界文化遺產」清單內的「口頭傳統和表現形式」類別，亦有專門保育及提倡香港圍頭話的香港本土語言保育協會。近年，香港本土意識日益濃烈，有更多人關注香港本土語言的存亡，包括圍頭話。

#### 四邑話
四邑話為粵語的一個分支，由於語音有一定差距，一般操标准粤语者如南番顺人不易聽懂，但经过熟络后，一般沟通无碍。

#### 蜑家話
香港水上人家的主要方言，為粤語的一個分支，與廣州話高度相通，唯蜑家音明顯。過去蜑家人多聚居在香港島的香港仔、赤柱、九龍的油麻地、新界的西貢、屯門及大嶼山的大澳或長洲等地的避風塘，於市區的蜑家人在1970年代中開始移往岸上居住，並且迅速融入主流社會。所以到了今日疍家人一般只集中在香港仔、赤柱或大澳、長洲等漁港。香港的英文名稱正是蜑家話的音譯。
使用粤语是廣府民系的基本認同方式，而廣州話，则是粤语最有代表性的一種。

### 客家話

#### 新惠片客家話
香港客家話可分為本地和移民兩種。本地客家話普遍屬梅惠小片，與廣東深圳、惠陽、惠東的客家話高度接近，與其它主流客家話都可以互通。
客家話是香港原居民語言使用人數中僅次於粵語圍頭話的一種。新界客家人是香港原居民的四个族群之一。 新界客家人主要居住於新界，以及九龍土地較偏远貧瘠的地方。過去由於客家人與本地圍頭人（廣府人）族群界線明顯，因此客家話保存得十分完好。 客家話人口大抵與客家人數量相當，根據劉鎮發的研究，1911年香港有15.1％為客家人，戰後因大批難民湧入香港，客家人佔人口比例下降，因此至1966年估計只有6%的香港人口會客家話，當時新界依然有十分完整的村落。
由戰後到回歸前，廣東的客家地區（如惠州、河源、惠陽及梅縣等地）有部份客家人移居香港，他們帶來了廣東梅县河源等地的客家話，而梅縣客家話更是比惠州至寶安縣一帶的客家話有相当多的差異。由於客家人的內聚性較高，他們在香港成立了崇正總會。
香港非物質文化遺產委員會已把客家話納入首份「非物質文化遺產」清單內的「口頭傳統和表現形式」類別。
香港電影方面，絕大多數香港電影都是以粵語製作。但有時候，部分電影會加插一些客家話對白，部分更有客家粗口的元素。
使用情況
截至2011年，香港客家話作爲第一語言的香港人有62,340人，而聲稱作為第二或其他語言的則有259,738人 。若根據該調查推斷，全香港有約4% 的人口懂得聽和講客家話。
儘管說客家話（不論任何口音）的香港人整體上並不多，但在香港部分鄉村，部分原居民仍會在某些情況中使用客家話，其中包括在祭祀時及節慶團聚等。

#### 平婆話
新惠片客家話以外，少數香港客家人則使用平婆話，是客家語汀州片的一種方言。平婆話主要分佈在元朗區水蕉村一帶，與主流的新界客家話有較大差別，使用平婆話之居民於十九世紀中期從閩西遷徙到當地。

### 閩語

#### 閩東片
閩語閩東片通行於福州、寧德以及浙江東南部部分地區，以福州話為其代表方言。

#### 閩南片
閩南民系人士自19世紀初開始已經大量移居東南亞和港澳等地，在当地常以“福建話”称呼泉漳小片。香港開埠至日本攻佔香港前，有不少閩南人在港定居。
日本二戰投降，香港重光時，香港人口由1945年的50萬人升至1950年的220萬人。1950年到1980年香港人口每十年增加一百萬，大多數是來自鄰近香港的珠三角地區偷渡來的廣府人。
1950年後來港的閩南人多用東南亞以及全球各地商人身份來港居多。因為閩南人善於經商，與當地人民貧富差距大，而香港經濟環境日益轉好，不少閩南人將全球的閩商資本轉移到香港，對香港的經濟也有不少幫助。在forbes香港四十大富豪榜中，以廣府民系人口最多，之後便是閩南民系，而潮州籍閩南人李嘉誠更長年都是香港首富。
閩南籍議員有福建的蔡素玉和廣東的李卓人等，都是早期來港，而也在香港大學畢業。藝員吳孟達、林峯等也是閩南籍。閩南人多數住在北角及西環及其周邊，跑馬地等地也有不少閩南人，比較富有的住在東半山，富豪亦住在傳統富豪區。另外，因臺灣與香港往來密切，在觀光景點亦可聽見臺灣觀光客使用臺灣話交談。

##### 廣東閩南話
香港原居民中，除了香港水上人，另一族群是闽南人，所操的閩南話源於廣東海陸豐。因為與客家人長期接觸，又受粵語影響，說話帶有客家話和粵語詞匯。香港的漁民登岸後，多聚居在沙頭角、大埔、西貢一帶。水上人和闽南人的特色是居於水上，部份會住在岸邊。

##### 福建閩南話
閩人自19世紀初起已經大量移居東南亞，移民的地方包括新加坡、馬來西亞、印度尼西亞、菲律賓、泰國、汶萊、日本等。港澳及東南亞地區亦稱閩南泉漳話為福建話。
因為泉州商人過去移民東南亞，因為善於經營，大量東南亞富豪，社會高尚階層也說泉州話，後來因為中國大陸共產主義興起，閩商再很難經大陸任何城市和中國貿易，紛紛撤回在大陸的投資．在東南亞華人市場只剩下台灣和香港。香港在1950年代之後有不少泉州商人回港發展，有些則拿了香港身份證繼續一併經營全東南亞（包括香港）市場，根據福布斯富豪榜，台灣十大富豪有7名是泉州人，1名其他福建閩南人；新加坡十大富豪有四名泉州人，4名福建閩南人，1名廣東閩南人；馬來西亞十大富豪有4名泉州人，3名福建閩南人，1名廣東閩南人；印尼十大富豪有4名泉州人，3名福建閩南人；菲律賓十大富豪有6名泉州，1名福建閩南人。當中泉州又以晉江人佔大比數。
由於泉州人善於經商，勇於冒險，雖然在東南亞龐大的人口只佔一少部份（例如華人佔菲律賓人口1.5%，當中80%是閩人），但卻掌握了為東南亞經濟，這些人為香港作出不少貢獻，香港政府在1950年代後亦樂於接受海外泉州商人在港投資．泉州商人投資在港的物業多集中在港島北，由銅鑼灣到太古城、東半山、西環（西營盤）、上環、堅尼地城一帶。

### 北方官話
國語電影通行于50年代末至1970年代初。1997年中國收回香港後，香港與中國大陸的文化、經濟上的交流越趨頻繁，另加上香港向中國大陸居民開放個人遊，普通話日漸普遍。普通話科也和中國大陸的語文科、英文科和數學科一樣，成為了眾多本地中小學的必修學科，香港中學會考亦設有普通話科考試。1998年中九龍巴士的巴士報站廣播上，已採用普通話作為三種報站語言（依次為：廣州話、英語及普通話）；另港鐵的預錄廣播也在2003年起開始以廣州話和英語廣播以外，亦增設普通話廣播。公營的香港電台也有主力推廣普通話的普通話頻道。而能夠說普通話的人口亦有增加，據2011年人口普查資料，有46.5%人口報稱能說普通話，較10年前上升13.2%。然而香港畢竟在大部分場合都不須使用普通話，因此許多香港人的普通話都只有基本簡單交流的水平，從來不用普通話的人亦很常見。

### 吳語
1949年解放軍攻克上海前夕，大批上海商人移居香港，但上海富商之中不少是廣東人和福建人，當中福建人會豪逃到英美和東南亞，而廣東人則逃到香港，因為民國初年軍閥混戰，民不聊生，後加上國民政府濫發法幣和金圓券，使不少江浙地區的人破產，而江浙地區曾長時期在孫傳芳統治下，而更早期由滿清與太平軍交火，及後又有汪精衛政府的傀儡政權，除了上海與少數富商之外之外，江浙地區民眾並不算富裕。但因為當中國國民黨的政策不能向黨內高官的友好實施，不少上海江浙富商仍保留自己的財產，而且大部份的江浙人士移居香港，現今香港的富有階層有少部份是江浙人士（包括上海人），但在頭40名之中只有1名上海，2名江浙，遠少於廣東省的20名以上。不少上海人最初只住在香港最差的公屋，如林海峰居於勵德邨，而香港亦有不少比較窮困的上海人在大陸出生，1990年代移居香港，如鄧紫棋和Angelababy等，最初都居於九龍。

### 外語翻譯漢語法
1997年之前，香港地區多以廣州話發音來拼譯外語專有名詞，而英國官員更有漢化譯名。隨着香港主權移交和中國的影響力日增，香港地區使用的中文譯名開始和中國的趨向一致。例如過往譯作「維珍尼亞州」的，現在部分傳媒會跟隨新華社等中國通訊社使用「弗吉尼亞州」譯名（香港早期亦有用「弗吉尼亞州」或「佛吉尼亞州」譯名，可參見1950年代至1960年代的《香港工商日報》）。不過這些以普通話發音為準的中國的譯名，用粵語讀起來非常不通顺，拗口。如美國超級市場Wal-Mart，中國大陸譯作「沃尔玛」，普通話發音Wò'ěrmǎ保留了原文的/w/音，但用廣州話發音則變成了juk1 ji5 maa5。
另外，世界各國中文國名，普遍存在兩個版本，分別由 中華人民共和國外交部 （页面存档备份，存于）（中國大陸）和 中華民國外交部 （页面存档备份，存于）（台灣）制訂，同一國的中文國名，兩個版本可能大有分別，而香港主權移交前，雖然都以中國大陸版本較常用，但對小部分國家仍採用台灣版本，但主權移交後則慢慢採用中國大陸版本，例如2006年世界盃足球賽舉行期間，香港不少傳媒提及參賽國家時，均使用中國大陸版本的中文國名，如「特立尼達和多巴哥」（台灣版本為「千里達托巴哥」，簡稱「千里達」）、「科特迪瓦」 （台灣版本為「象牙海岸」，中國大陸以前亦用此意譯名，但已應該國要求改為現在音譯）等等，但市民通常仍使用舊譯名。但亦有些名稱既沒有跟隨中國大陸也沒有跟隨台灣，仍以廣州話發音來拼譯外國球員，如David Beckham稱作（大陸稱「貝克漢姆」，台灣稱「貝克漢」）、Theresa May称作（大陆称“特蕾莎·梅”，台湾称“德蕾莎·梅伊”）等等。

## 移民潮
远古至历史时期之初，本地属岭南古越族的栖息之地。在马湾岛东湾北的考古遗址中，发现属于新石器时代的20座墓葬，墓葬中发现的人骨，与珠江流域的新石器时代晚期的人骨特征相似。在一具40岁的女性头骨上发现拔齿痕迹，与相邻的佛山河宕贝丘遗址出头的新石器时代人骨中普遍存在的拔齿风俗相似，故无论从体质或者风俗上看，都可以说明新石器时代晚期的先民，与珠江三角洲地区的先民为同一种属。
香港開埠前，原居民有三个群体，分别为广府围头人、蜑家人（又称水上人）、客家人，各族群皆有自己的语言（即围头话、疍家话、客家话），其中围头话和疍家话亦是粤语的分支，香港一词的英语译名“Hongkong”就是取自疍家话发音。
二次世界大戰後，香港人口約50萬。及後國共內戰，大量人口湧入香港。此時期移民都是以來自廣東為主，另外亦有不少來自福建和上海等省市，不少江浙企业家在这个时期走難来到香港。至1950年，香港人口上升至220萬。之後，隨著大陸偷渡潮，香港人口以每10年100萬之速度大幅增長，當中多為廣東人。经过四次大陆的逃港潮之后，1974年11月，香港政府实施抵垒政策，即非法移民只要能到达市区登记，就能取得居留权。由於粤语由古代到清朝，在广东地区都是官式语言，所以在香港这个广东人占多数的社会中，自然成为日常生活以及商業領域和公共領域的通用语言。虽然第二次世界大戰和国共内战之后，各地难民涌入香港，但根据当年的人口普查，仍然是粤语人口占大多数。當時香港使用粵語廣州話，而省城廣州也是廣州話社會，广东主要都是使用粤语。戰後出生一代絕大多數在粵語環境中成長，粵語自然在香港成為慣用語言以及官方語言。
香港開埠之後，各地移民陸續入境。到清朝末年，土客械鬥，大批廣州以及四邑平民湧進香港。早期到港的人口大多數為苦力以及建築工人，亦有商人，加上廣州離香港最近而人口最密集，香港的工人商人亦大多為廣府人。不少廣府人在香港以及廣州之間打工，香港市區和省城廣州來往頻繁，廣府人是香港最大的群體。而且从古代到清朝，粤语一直是岭南地区的官式语言。因此在香港市區，廣州話一直是市民的主要語言，為市民日常生活以及商業領域和公共領域的通用语言。

## 總結

### 中文
根據香港政府統計處2001年人口普查資料，香港有89.2%的人口（約573萬人）以廣州話為慣用語言，以普通話為慣用語言的有0.9%（約5萬5千人），另有5.5%（約35萬人，幾乎都是華裔）以廣州話及普通話以外的其他中國方言為慣用語言。文字方面，香港識字率為93.5%，雖然沒有具體的文字使用情況資料，但相信香港華裔人口（94.9%，約636萬人）中的中文使用率應與此相若。香港的非華裔人口（5.1%，約34萬4千人）除了自己的母語外，多會使用英文，但也有約4%能同時讀寫中文。

### 英文

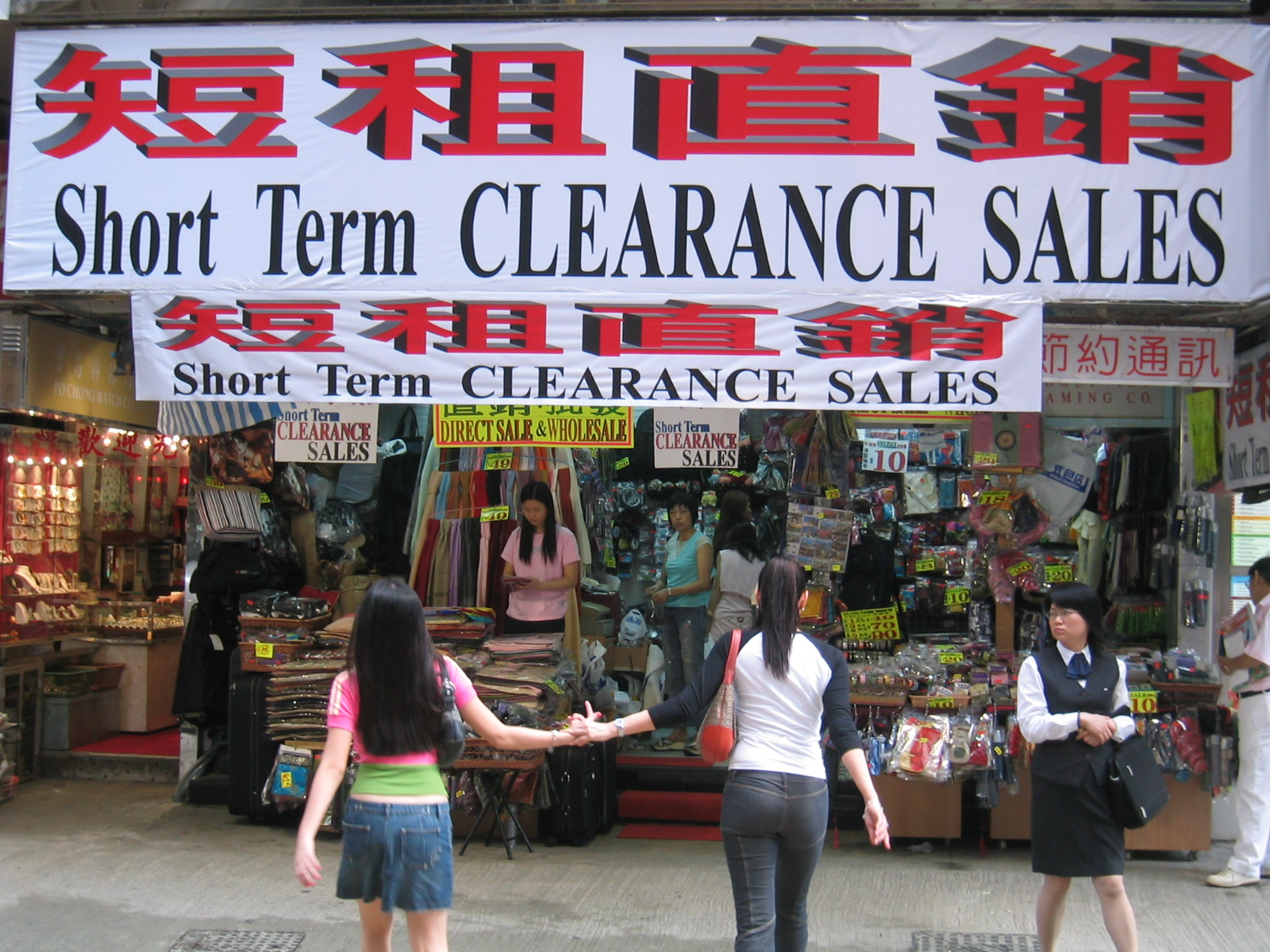
圖中銅鑼灣的商店使用了中英對照的標語

英文是香港商業社會和法律界的最重要的語言。這是由於香港使用的主要是沿襲自英國的普通法，所以理解法律概念時英文被視為佔優。不過，由於香港人口以華人佔大多數，華人的母语是粤语，家裏和社會上普遍使用的亦是粤语，所以對大多數香港華人來說，英語仍然只是從學校習得的第二語言。香港教育制度下，學生自幼稚園就開始學習英文，而且在整個教育制度內均屬必修科。目前香港約500所中學，其中約100所是香港英文授課中學（隨著“微調中學教學語言”政策實施，香港的中學實際上不再二元地分為英文中學和中文中學）。專上院校絕大部分課程均以「英文授課」。在香港，「英文授課」一般是以“英書中教”的方式進行，即以中文（通常是粵語）講授英文教材，除非班上有學生或講師不懂粵語，或是該校（或屬下的學術單位）、該講師，或在教育當局的要求下，嚴格執行英文授課政策，但涉及中國文化、中國歷史、語文或中醫學等範疇者除外。不過，由於操流利英語的香港華人主要集中於受過高等教育的人士，因此英語常被視作「精英」的語言。
香港目前有兩份英文報章，分別是《南華早報》及《英文虎報》，此外市面上可以買到由英國、美國出版的當日報章。另外香港有多份英文期刊，亦可買到各種外國出版的英文期刊。香港市面上的書店大部份均同時設有中文部及英文部，亦有數間專門售賣英文書的大型書店，多集中在尖沙咀及中環。
傳統上，香港的英語以英式英語為準，學校的英文科課程皆參照英國相關課程而編定。美式英語亦佔有一定的地位。在香港二者基本上沒有明顯的界線，在公開考試中二者皆通用。至於香港華人所說的英語，則多雜有粵語的影響，形成港式英語。
根據2001年的人口普查數據，以英語為慣用語言（第一語言）的有3.2%（約20萬4千人）。

### 日文
與20世紀初的台灣和朝鮮半島等曾被日本军国主义統治的地區一樣，香港在日佔時期就已經隨著皇民化政策的關係，日文取代英文，而一度為香港學校的必修科目，直至日本無條件投降後才被取消。
戰後約10至20年後，許多日資企業視香港為邁進大中華地區的首站，而日本流行文化也深受香港人歡迎。因此，日文是最多香港人學習的非法定語文。除了市面上多家教授日文的商業語言學校外，香港的眾多大學也提供日文主修或選修課程，亦有個別中學為學生提供日文選修科甚至必修科。此外香港有數量頗大的日本人社群，主要聚居在港島銅鑼灣至跑馬地，以及太古城一帶，還有九龍的黃埔花園。
一些日文單詞已經融入了本地粵語，其特色是發音的語調會帶有濃厚的廣東腔，例如（再見）可能讀成saa1 yo1 naa1 laa4，（加油）則譯成「奸爸爹」（gaan1 baa1 de1）。
文字方面，香港商戶為了讓品牌增添日本風格，會利用平假名的字，用法和中文的「之」字相通。不過，這種用法因普遍被濫用反而變得不符合日文語法。例如連鎖零食店「優の良品」，規範日文其實無需字，加了反而適得其反；其外文名稱Aji Ichiban譯寫成漢字是「味一番」。另外，許多香港人也認識日文漢字。例如本段插圖的字，日文解作「車站」，相對的中文漢字是「驛」，但香港人普遍會把它當成是「站」字，或者「以邊讀邊」讀成「尺」。將軍澳甚至有住宅區的中文名「都會駅」及「城中駅」用上了此日文漢字。至於平假名與片假名亦經常出現在一些產品的包裝或廣告等，但當中有部分的日文錯漏百出，又或错把中文字當作日本字（如繁體「樂」、簡體「乐」和日語新字體）。
另外，也有一些日文詞彙成為香港中文媒體和日常交際的常用詞，常見的詞有「人氣」（受歡迎程度）、「古着」（舊衣）、「水着」（泳衣），以及在日式食肆菜單裡時常出現的「豚肉」（豬肉）、「鳥肉」（雞肉）和「玉子」（雞蛋）等等。由於日文某程度上傳承了中古甚至上古的漢字應用形態，所以該等日本漢字在香港應用偶爾會比現代中文帶有更重的漢字復古味道。

### 韓語
隨着韓國潮流文化（韓流）在亞洲各地的興起，香港人學習韓文的人數也正有增加的趨勢。韓語是香港人第二多學習的非法定語文，僅次於日文。2004年開始，香港城市大學開辦韓文副學士課程，這是香港韓國國際學校以外首個正規提供韓文專科課程的學府。另外，由於多部在主流戲院放映的韓國電影如《生死諜變》、《我的野蠻女友》、《JSA安全地帶》等在當時低迷慘淡的香港電影市道卻大收旺場，成為香港的韓國熱被帶起的開端。自電影方面，百老匯電影中心自2003年開始連同韓國駐香港總領事館及韓國影畫網站合辦韓國電影節，但觀眾不多。本地免費、收費電視台分別推出各種韓國電視劇，如《大長今》、《女人天下》、《蓝色生死恋》、《来自星星的你》、《太阳的后裔》、《欲戴王冠，必承其重－繼承者們》等劇集，都掀起了一股「韓流」。

### 其他西歐語文
秉承著一贯的語文政策，政府鼓勵學生多學外國語言，以維持香港国际金融中心的地位 。因此，考試局特別在香港中學會考提供法文及德文科（因為考生人數過少，德文科已在2000年起停辦）考試，將來的香港中學文憑考試亦會開設除英文以外的西歐語文試。在一些有招收外籍學生的名校（如：嘉諾撒聖瑪利書院、聖保祿學校、聖若瑟書院）等，學生可以選修法文或德文。部份自外國回流的華人學生亦因利成便修讀西歐語文。在香港都有不少人學習這些語言。其詳情如下：

#### 法文
法文是繼日語、韓文後，較常在香港看見的非法定語文之一，許多機構提供法語課程。法國文化協會分別在灣仔、佐敦和沙田設有分校。香港法國國際學校位於跑馬地。香港中學會考也設有法文科，課程和IGCSE相同，因此有些非國際學校的中學都有開設法文科，但這些學校（例如聖保祿學校、嘉諾撒聖瑪利書院、德望學校等）在過去一直都有招非華裔學生，而法文科通常都是他們作為中國語文或家鄉語以外的另一選擇。
法文雖然在香港不是通行的語言，但自從1980年代開始，香港有不少人為了方便移民而學習法文，其中一個可能原因是加拿大移民當局，為保存魁北克及其他法文地區的文化，會給予會講法語的申請者優先。當時，法國文化協會為了響應這一股學習法文的風氣，與香港電台一同製作了兩輯的“Bonjour Hong Kong”節目，由中大的Philip Fung與Gyslande Kwan主持，每逢星期五在電台播放，教導聽眾日常生活用的法語。這兩輯節目後來亦製作成書及錄音帶。在香港主權移交中國大陸之後，不少法資公司由於看準在中國的商機及香港作為中國與世界的跳板，都增加在香港的投資，LVMH、軒尼詩、卡地亞等法資公司，在香港的總部都聘請了不少會說流利法語的員工。另外在2000年代初的紅酒熱，亦使香港從法國聘請的紅酒專家增加。現時在香港的中區或跨境鐵路，都不難聽到有人以流利的法語交談。
不少商店和住宅大廈也採用法文名稱，為品牌增添歐陸氣息，例如位於香港島東面筲箕灣的「逸濤灣」稱為Les Saisons，意為「季節」；九龍西部長沙灣的「昇悅居」則稱為Liberté，即「自由」。另外，法式快餐店 Délifrance 的菜單上，食品的英文名稱混合了英文和法文的字彙。港式連鎖快餐店「大家樂」供應的雖然是香港茶餐廳式食品，外文名卻用上了法文，作Café de Coral即「珊瑚咖啡店」。卓悅化妝品店（Bonjour）等以上例子可見香港許多事物的中文名和外文名不一定是直接翻譯，發音、語感相若也可以成為流行的譯名。

#### 德語及意大利文
德文在香港也是學習對象較為普遍的歐洲語言。和德國政府有聯繫的歌德學院香港分院設在灣仔的香港藝術中心。提供德文全日制教育的德瑞國際學校有學生約1000人，校址位於太平山。過去香港會考亦有提供德文課程，主要供非華裔學生報考。但自從1990年代開始，每年的報考人數都不超過十人，因此從2000年起，考評局不再開辦德文科考試。
另外，香港不少學習西洋古典音樂的人、尤其是修讀音樂系的學生，都可能會選修德文或意大利文，以更好地理解古典音樂家的作品，不過人數不多。

#### 西班牙語及葡萄牙文
西班牙文是使用人數僅次於中文和英文，是世界第三大語文，使用者分佈地域更僅次於英文。在拉丁美洲、美國、歐洲等地都有大量使用者。為了和西班牙文世界進行貿易或文化上的交流等原因，香港的西班牙文學習人數也有攀升的趨勢。
另外，由於香港毗鄰澳門，有些來自澳門的移民都會說葡語。當中一個例子是香港的足球員鄭兆聰，在巴西足球隊來訪香港時就曾義務擔任翻譯。

### 俄文

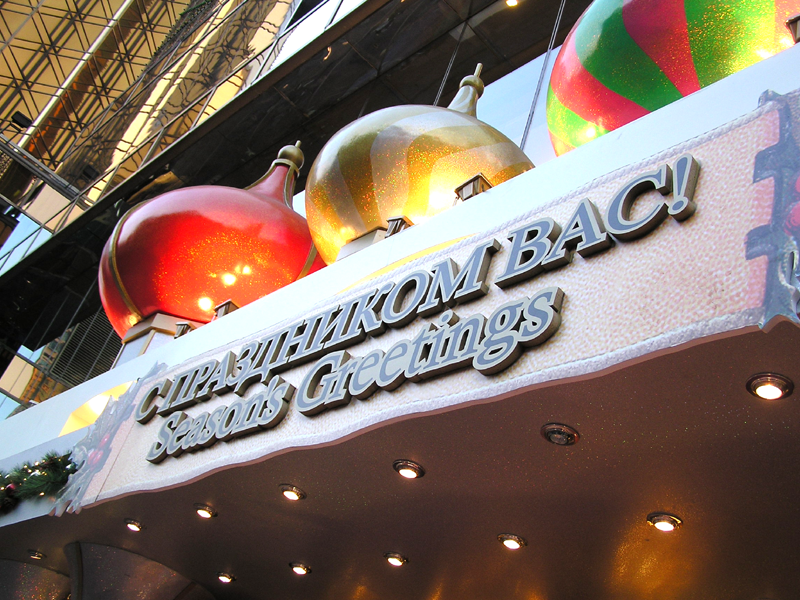
2005年，香港尖沙咀的一家購物商場門口擺放了富有外國特色的聖誕佈置，並加入了俄語字句"С ПРАЗДНИКОМ ВАС!"以增添東歐色彩。

俄語在香港並不普及，甚至尋找相關書籍也有困難。目前只有 俄國文化協會 （页面存档备份，存于）、工聯會及香港大學專業進修學院等提供俄語課程，但現在香港大學以及香港中文大學均已增設俄語課程。

### 他加祿文
2004年香港共有12萬5千多名菲律賓籍家庭傭工，是香港人口中繼華人後第二大社群。他加祿語是菲律賓的官方語言，亦稱菲律賓語，在香港有一定的使用人口。大部份菲籍傭工都會在星期日放假，中環和維多利亞公園是他們主要聚集地。他們在那裡唱歌、野餐、玩樂，甚至會和同鄉作小買賣。因此，中環的一些「請勿亂拋垃圾」等標語，往往會有中英菲三文對照。
另外，中環和尖沙咀等地方的一些報攤，可以買到塔加洛文的報刊雜誌。部份教會和教堂，如中環的聖約翰座堂，星期日會有塔加洛語的禮拜服務。而天主教香港教區也專門為在香港的菲律賓人開設一個教區，由輔理主教湯漢主持。此外，也有香港出版的食譜、勞工處的僱傭關係資料等以塔加洛文印行。
香港的菲律賓家庭傭工，通常以英語和僱主溝通，也有不少懂得隻言片語的粵語，如「朋友」、「食飯」等，有些甚至連香港粵語流行曲、粵語粗口等都學得琅琅上口。

### 印尼文

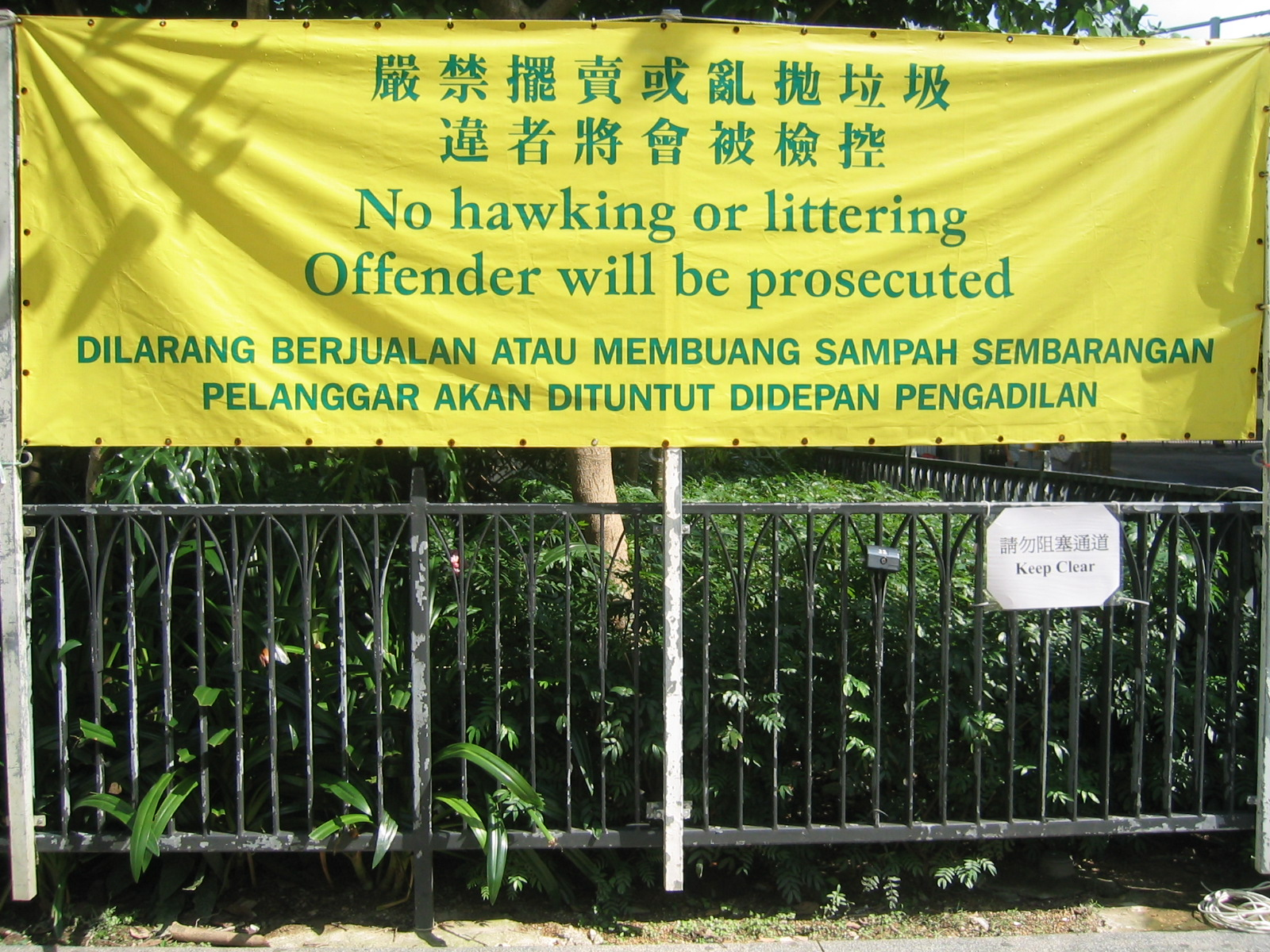
維多利亞公園內中文、英文和印尼文對照的標語。

除了菲律賓外，印尼是香港的外籍家庭傭工另一大來源地。同樣地，香港大部份印尼文使用者是家庭傭工，他們放假時主要聚集在印尼駐香港領事館所在的銅鑼灣及其鄰近的維多利亞公園。附近的糖街從1990年代後期開始，成為了售賣印尼產品商店的集中地。此外，過去有不少印尼華人在1960年代起因當地排華等原因開始移居香港，他們主要散居在港島各處、特別是福建人聚居的地方。印尼傭工近年已经与菲律宾傭工人数差不多。

### 泰文
香港的大部份泰文使用者都是來自泰國的家庭傭工，其他的大多在餐廳或商店工作。九龍城有多家泰國菜館、泰國用品商店，成為了眾多泰籍人士的熱門消遣地點。另外，香港也會不時放映泰國電影，《拳霸》、《晚孃》、《人妖打排球》等都大受歡迎。路訊通更曾特別製作由藝人吳君如主持的《笑談泰國話》節目，在該公司安裝在巴士上的娛樂資訊系統播放，介紹簡單的泰語。

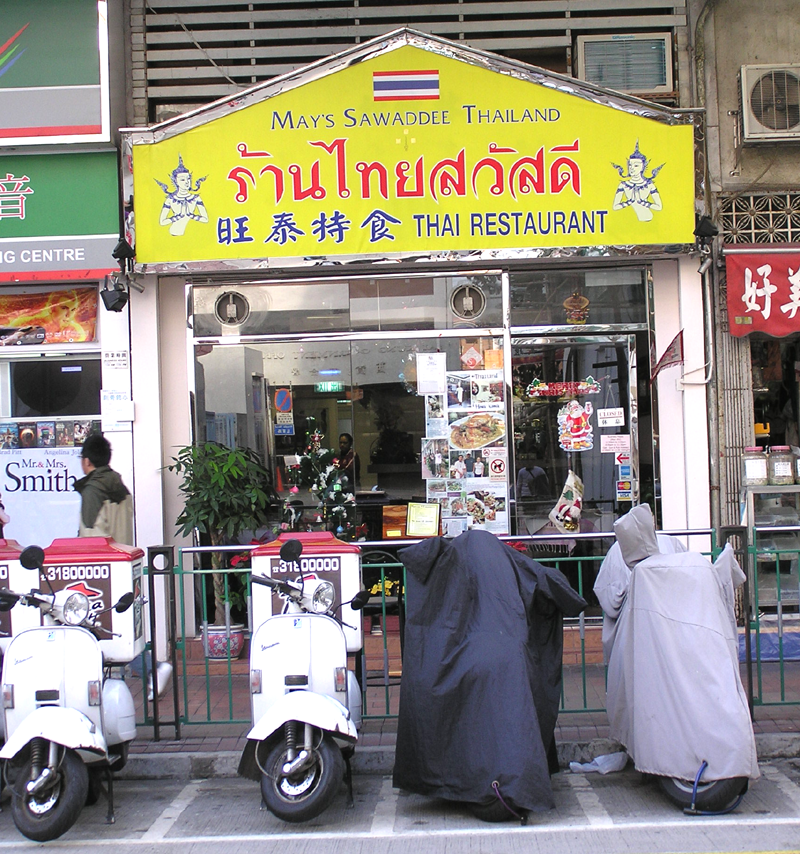
一家由泰國人在香港經營的泰國菜館，門口的招牌上的店名有泰文、中文和英文對照。
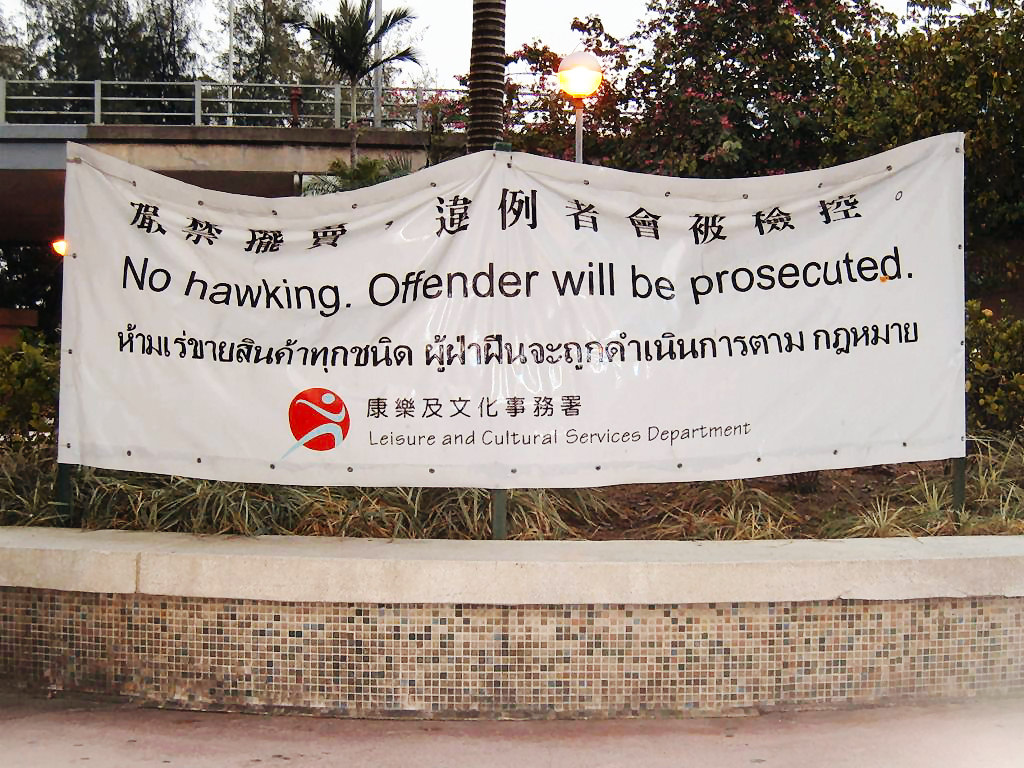
九龍城世運公園內中文、英文和泰語對照的標語。

### 越南文
香港有部份越南文使用者是已經定居於香港的前越南船民。1988年，公營的香港電台曾經播放一段越南語廣播，以勸阻越南船民企圖闖入香港水域。這一段越南語廣播頭四個音節「bắt đầu từ nay」（解作：「開始，自此」）的發音和粵語「北漏洞拉」相近，因此成為了不少香港人對越南語或越南人的代名词。

### 尼泊爾文
香港的尼泊爾人主要是殖民地時期的駐港「啹喀兵」及其親人，主要聚居於元朗錦田及九龍油麻地。英治時期，香港電台會定期播放尼泊爾語節目，後隨着啹喀兵團解散而停播。2004年，民政事務總署和新城電台合辦了一個尼泊爾語節目《Harmo Sagarmatha》。
香港的尼泊爾社群辦有兩份周報，一份是在元朗出版的《The Everest》，一份是油麻地出版的《Sunrise Weekly Hong Kong》。

### 印地語及烏爾都文
香港的印度人主要來自印度北部，因此多以印地語為母語，而來自印度其他地方的移民雖然內部會使用旁遮普語、泰米爾語等，但他們多數亦通曉最為流行的印地語。
香港開埠初期即有印度人居住，最初聚居於上環一帶，以經商及擔任軍人、警察為主。目前香港的印度人分為兩類，一類是富裕階層，主要居住在港島中、上環及山頂，其中不少已家族世居香港四、五代人；另一類則是平民階層，主要聚居在尖沙咀至油麻地一帶。於尖沙咀重慶大廈內，有大量的印度人商店，其中包括發購印地文報章雜誌、印度電影光盤的零售店。
香港有幾所以南亞裔學生為主要招生對象的學校，包括官立嘉道理爵士中學（西九龍）、油麻地街坊會學校、李鄭屋官立小學等，都有開設印地文課。學生於中學五年級在報考香港中學會考時，亦會同時報考英國通用教育證書普通程度（GCE O-level）的印地文科。有部份家族居港較久、家境較富裕的印裔學童會以法文科取代中文科，只有少數會學習中文，而這批印裔人士中有部份能說流利的英語或粤语，如喬寶寶（香港藝人)、阿V（Vivek Ashok Mahbubani）等，有的僅在和印裔人士溝通時使用印度語言，有的甚至不會說任何一種印度本土語。
為了有效維持治安，在少數族裔居民較多的油尖警區有安排警員學習印地語的計劃，以便警方宣傳防止罪案的訊息。此外，由於尖沙咀區內有較多的印地語人口，因此該區區議會選舉時，可見有候選人掛出以印地文寫成的宣傳板，爭取南亞裔選民的支持。
另外，烏爾都語事實上與印地語是同一種語言，只有少許詞彙及方音差別，但由於宗教原因信奉印度教及錫克教的使用印地文，而信奉伊斯蘭教的則使用擴充過的阿拉伯字母，並把相應的語言改稱為烏爾都語。香港使用烏爾都語文的人口主要是印巴分治前從英屬印度的穆斯林軍人或商人，亦有近年從巴基斯坦來港的勞工。香港說烏爾都語的人口居住分佈與印地語人口的一致，二者沒有因宗教或政治原因而分隔；但兩個族群間有時在香港亦會因為宗教及政治原因而互相敵視。
與印地語一樣，現時香港幾所以南亞裔人口為主要招生對象的學校，及以巴基斯坦裔學生為主要招生對象的穆民國際小學，均有開始烏爾都語課，學生於中學五年級在報考香港中學會考時，亦同時報考GCE O-Level烏爾都文科。
2003年，SARS肆虐期間，特區政府曾在電視播出以烏爾都語製作，下附印地文的宣傳片，教導印地語及烏爾都語使用者如何防範SARS。
2004年，民政事務總署和新城電台聯合開辦了首個印地語／烏爾都語節目，名為《Hong Kong-Pak Tonight》。

## 影音連結

### 其他中國方言
- 董建華於2005年1月20日在《施政報告 （页面存档备份，存于）》新界區座談會開場發言視頻。他有時會把粤语裏入聲韻尾-p、-t、-k，變成吳語等才有的入聲韻尾-ʔ（喉塞音），另外「國」、「兩」等字的發音都帶有上海話的語音特徵，和標準廣州話不同。
- 「你我同心，活出和諧 （页面存档备份，存于）」：香港特區政府宣傳片，由多種中國方言組成。

### 非法定語言
- 2003年上半年香港特區政府製作的第一個 印地語電視宣傳片 （页面存档备份，存于） 和 烏爾都語電視宣傳片 （页面存档备份，存于），教導印巴裔人士如何防範SARS。
- 2003年上半年香港特區政府製作的電台廣播聲帶，以不同語言教導各族裔如何防範SARS。
  - 塔加洛語（一）
  - 塔加洛語（二）
  - 塔加洛語（三）
  - 印尼語（一）
  - 印尼語（二）
  - 印尼語（三）
  - 泰語
  - 烏爾都語
- 香港手語
  - 2017年香港特區政府與聾人機構龍耳開發免費應用程式龍耳手譯寶，以視像通訊提供即時手語傳譯服務。
    - 流動應用程式宣傳片 （页面存档备份，存于）

## 統計
| 語言     | 1961年    | 1961年    | 1991年    | 1991年    | 2001年    | 2001年    | 2011年    | 2011年    | 2021年    | 2021年    |
| 語言     | 人數      | %         | 人數      | %         | 人數      | %         | 人數      | %         | 人數      | %         |
| -------- | --------- | --------- | --------- | --------- | --------- | --------- | --------- | --------- | --------- | --------- |
| 廣州話   | 2,076,210 | 79.0      | 4,583,322 | 88.7      | 5,726,972 | 89.2      | 6,095,213 | 89.5      | 6,328,947 | 88.2      |
| 英語     | 31,824    | 1.2       | 114,084   | 2.2       | 203,598   | 3.2       | 238,288   | 3.5       | 330,782   | 4.6       |
| 普通話   | 26,021    | 1.0       | 57,577    | 1.1       | 55,410    | 0.9       | 94,399    | 1.4       | 165,451   | 2.3       |
| 福建話   | 164,537   | 6.3       | 99,045    | 1.9       | 105,973   | 1.7       | 78,279    | 1.1       | 60,864    | 0.9       |
| 客家話   | 128,432   | 4.9       | 84,134    | 1.6       | 85,646    | 1.3       | 62,340    | 0.9       | 41,514    | 0.6       |
| 潮州話   | 不適用    |           | 72,812    | 1.4       | 64,231    | 1.0       | 45,307    | 0.7       | 37,621    | 0.5       |
| 四邑話   | 114,484   | 4.4       | 22,415    | 0.4       | 19,522    | 0.3       | 28,776    | 0.4       | 26,851    | 0.4       |
| 上海話   | 69,523    | 2.6       | 34,078    | 0.7       | 23,988    | 0.4       | 18,496    | 0.3       | 11,011    | 0.2       |
| 印尼語   | 不適用    |           | 不適用    |           | 11,442    | 0.2       | 18,118    | 0.3       | 24,244    | 0.3       |
| 菲律賓語 | 不適用    |           | 5,939     | 0.1       | 12,101    | 0.2       | 16,460    | 0.2       | 29,413    | 0.4       |
| 日本語   | 不適用    |           | 8,895     | 0.2       | 12,052    | 0.2       | 10,970    | 0.2       | 8,704     | 0.1       |
| 泰語     | 不適用    |           | 不適用    |           | 2,898     |           | 2,210     |           | 3,469     |           |
| 總計     | 2,627,360 | 2,627,360 | 5,168,909 | 5,168,909 | 6,417,739 | 6,417,739 | 6,808,433 | 6,808,433 | 7,179,127 | 7,179,127 |

- 1961年普查【福建話】包含：鶴佬、汕頭、潮州、廈門、海豐、陸豐、琼州等福建、台灣、廣東閩南語。

| 語言       | 香港島  | 香港島  | 九龍    | 九龍    | 新九龍  | 新九龍  | 荃灣   | 荃灣   | 元朗    | 元朗    | 大埔    | 大埔    | 西貢   | 西貢   | 離島   | 離島   | 水域    | 水域    |
| 語言       | 人數    | %       | 人數    | %       | 人數    | %       | 人數   | %      | 人數    | %       | 人數    | %       | 人數   | %      | 人數   | %      | 人數    | %       |
| ---------- | ------- | ------- | ------- | ------- | ------- | ------- | ------ | ------ | ------- | ------- | ------- | ------- | ------ | ------ | ------ | ------ | ------- | ------- |
| 廣州話     | 724,663 | 84.0    | 512,403 | 82.6    | 518,967 | 74.6    | 40,773 | 58.6   | 76,917  | 70.7    | 64,693  | 58.2    | 5,380  | 42.5   | 26,731 | 83.2   | 105,683 | 93.0    |
| 福建話     | 51,894  | 6.0     | 22,228  | 3.6     | 69,434  | 10.0    | 5,176  | 7.4    | 4,574   | 4.2     | 2,919   | 2.6     | 414    | 3.3    | 2,230  | 6.9    | 5,668   | 5.0     |
| 客家話     | 11,033  | 1.3     | 9,436   | 1.5     | 29,132  | 4.2     | 13,601 | 19.5   | 18,632  | 17.1    | 37,670  | 33.9    | 6,336  | 50.1   | 1,907  | 5.9    | 685     | 0.6     |
| 四邑話     | 22,397  | 2.6     | 33,236  | 5.4     | 50,380  | 7.2     | 1,323  | 1.9    | 3,754   | 3.4     | 1,697   | 1.5     | 92     | 0.7    | 682    | 2.1    | 923     | 0.8     |
| 上海話     | 22,259  | 2.6     | 25,114  | 4.0     | 13,341  | 1.9     | 6,956  | 10.0   | 499     | 0.5     | 883     | 0.8     | 83     | 0.7    | 206    | 0.6    | 182     | 0.2     |
| 英語       | 14,702  | 1.7     | 8,463   | 1.4     | 4,290   | 0.6     | 191    | 0.3    | 2,297   | 2.1     | 1,444   | 1.3     | 275    | 2.2    | 125    | 0.4    | 37      |         |
| 普通話     | 10,833  | 1.3     | 5,338   | 0.9     | 6,731   | 1.0     | 1,479  | 2.1    | 429     | 0.4     | 827     | 0.7     | 61     | 0.5    | 202    | 0.6    | 121     | 0.1     |
| 其他       | 5,395   | 0.6     | 4,429   | 0.7     | 3,197   | 0.5     | 136    | 0.2    | 1,759   | 1.6     | 1,004   | 0.9     | 14     | 0.1    | 57     | 0.2    | 338     | 0.3     |
| 1961年普查 | 863,176 | 863,176 | 620,647 | 620,647 | 695,472 | 695,472 | 69,635 | 69,635 | 108,861 | 108,861 | 111,137 | 111,137 | 12,655 | 12,655 | 32,140 | 32,140 | 113,637 | 113,637 |

| 語言       | 中西區 灣仔區 東區 南區 | 中西區 灣仔區 東區 南區 | 油尖旺區 九龍城區 | 油尖旺區 九龍城區 | 深水埗區 黃大仙區 觀塘區 | 深水埗區 黃大仙區 觀塘區 | 葵青區 荃灣區 | 葵青區 荃灣區 | 屯門區 元朗區 | 屯門區 元朗區 | 北區 大埔區 沙田區 | 北區 大埔區 沙田區 | 西貢區  | 西貢區  | 離島區  | 離島區  |
| 語言       | 人數                    | %                       | 人數              | %                 | 人數                     | %                        | 人數          | %             | 人數          | %             | 人數               | %                  | 人數    | %       | 人數    | %       |
| ---------- | ----------------------- | ----------------------- | ----------------- | ----------------- | ------------------------ | ------------------------ | ------------- | ------------- | ------------- | ------------- | ------------------ | ------------------ | ------- | ------- | ------- | ------- |
| 廣州話     | 986,500                 | 81.8                    | 605,568           | 82.9              | 1,308,912                | 92.1                     | 731,800       | 90.7          | 992,058       | 93.6          | 1,136,919          | 92.4               | 390,589 | 88.2    | 112,037 | 74.8    |
| 英語       | 118,803                 | 9.8                     | 43,118            | 5.9               | 22,400                   | 1.6                      | 16,565        | 2.1           | 19,426        | 1.8           | 34,936             | 2.8                | 22,336  | 5.0     | 22,064  | 14.7    |
| 普通話     | 32,996                  | 2.7                     | 21,928            | 3.0               | 15,699                   | 1.1                      | 14,613        | 1.8           | 12,383        | 1.2           | 20,878             | 1.7                | 8,529   | 1.9     | 4,336   | 2.9     |
| 福建話     | 19,224                  | 1.6                     | 7,625             | 1.0               | 14,021                   | 1.0                      | 14,398        | 1.8           | 3,721         | 0.4           | 5,298              | 0.4                | 6,725   | 1.5     | 1,118   | 0.7     |
| 客家話     | 2,110                   | 0.2                     | 2,645             | 0.4               | 10,155                   | 0.7                      | 5,824         | 0.7           | 9,539         | 0.9           | 12,204             | 1.0                | 2,355   | 0.5     | 640     | 0.4     |
| 潮州話     | 4,997                   | 0.4                     | 3,056             | 0.4               | 12,392                   | 0.9                      | 4,375         | 0.5           | 2,341         | 0.2           | 4,969              | 0.4                | 2,420   | 0.5     | 289     | 0.2     |
| 菲律賓語   | 8,792                   | 0.7                     | 4,425             | 0.6               | 2,252                    | 0.2                      | 1,779         | 0.2           | 1,746         | 0.2           | 2,855              | 0.2                | 1,358   | 0.3     | 2,131   | 1.4     |
| 其他       | 32,748                  | 2.7                     | 42,496            | 5.8               | 35,473                   | 2.5                      | 17,698        | 2.2           | 18,481        | 1.7           | 12,298             | 1.0                | 8,288   | 1.9     | 7,117   | 4.8     |
| 2016年調查 | 1,206,170               | 1,206,170               | 730,861           | 730,861           | 1,421,304                | 1,421,304                | 807,052       | 807,052       | 1,059,695     | 1,059,695     | 1,230,357          | 1,230,357          | 442,600 | 442,600 | 149,732 | 149,732 |